# Quận của Saint Lucia

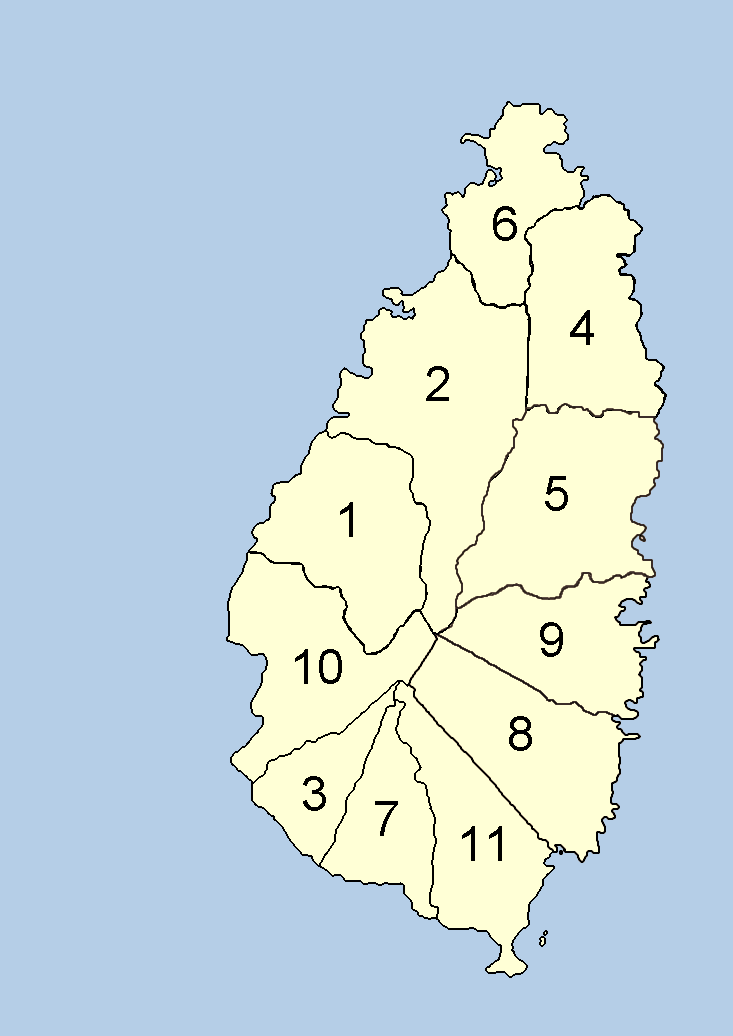
Các quận của Saint Lucia

Đảo quốc Saint Lucia được chia thành 11 quận:
1. Anse la Raye
2. Castries
3. Choiseul
4. Dauphin
5. Dennery
6. Gros Islet
7. Laborie
8. Micoud
9. Canaries
10. Soufrière
11. Vieux Fort

## Quận Thống kê
| #  | Quận                       | Diện tích (km²) | Dân số (2001) | Mật độ (người/km²) |
| 1  | Anse la Raye               | 31              | 6,495         | 210                |
| 2  | Canaries                   | 16              | 1.906         | 119                |
| 3  | Castries                   | 79              | 61.341        | 776                |
| 4  | Choiseul                   | 31              | 6.372         | 206                |
| 5  | Dennery                    | 70              | 12.773        | 182                |
| 6  | Khu bảo tồn rừng Trung tâm | 78              | 0             | 0                  |
| 7  | Gros Islet                 | 101             | 19.816        | 196                |
| 8  | Laborie                    | 38              | 7.978         | 210                |
| 9  | Micoud                     | 78              | 17.153        | 220                |
| 10 | Soufrière                  | 51              | 7.328         | 144                |
| 11 | Vieux Fort                 | 44              | 16.329        | 371                |
|    | Saint Lucia                | 617             | 158.076       | 256                |

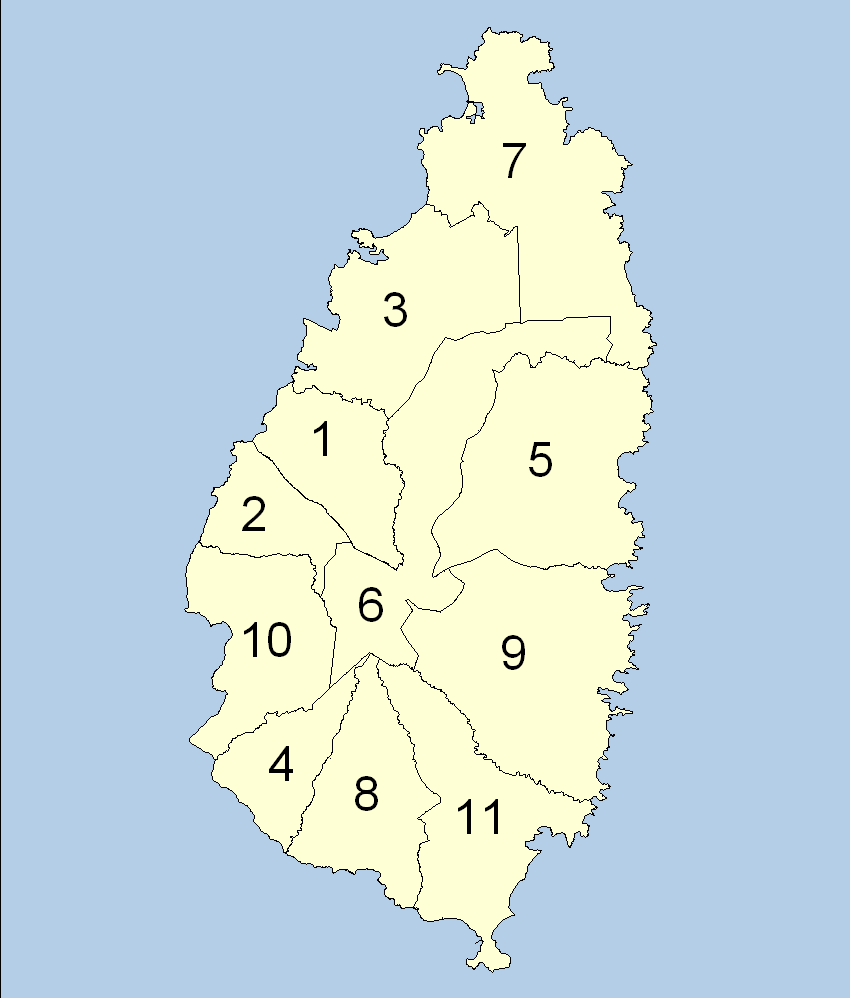
Phân chia các quận của Saint Lucia để thuận tiện cho thống kê

Nguồn: Ban Thống kê Chính phủ Saint Lucia  Lưu trữ ngày 16 tháng 2 năm 2008 tại Wayback Machine